# Col uterin
Col uterin sau cervix (latină cervix uteri) reprezintă porțiunea inferioară a uterului, fiind parte componentă a aparatului genital feminin. Granița dintre corpul uterin și col este marcată de istmul uterin. Colul uterin este de formă aproximativ cilindrică, de obicei de 2 – 3 cm lungime și grosimea de 2 cm, suportând modificări în timpul sarcinii. Canalul cervical realizează legătura dintre cavitatea uterină și canalul vaginal.

## Morfologie și anatomie
Colul uterin constituie prelungirea îngustată a corpului uterin. În funcție de linia de inserție a vaginului pe fața externă a colului, poate fi divizat în două porțiuni - supravaginală (endocol) și vaginală (exocol). Colul uterin este traversat de canalul cervical.
Porțiunea supravaginală este aproape cilindrică și în partea superioară se află orificiul intern al canalului cervical care se deschide în cavitatea uterină.
Porțiunea vaginală proemină în canalul vaginal. Această zonă este vizibilă cu ajutorul speculului și accesibilă tușeului vaginal. În centru se află orificiul extern al colului (ostiul uterin), fiind orientat spre peretele posterior al vaginului. La femeile nuliparea (care nu au născut) regiunea vaginală a colului are formă conică și orificiu punctiform (circular), iar la multipare este cilindric - ușor turtit transversal, în formă de fantă.
Tunica mucoasă a regiunii supravaginale este tapetată cu un singur strat de celule epiteliale și conține glande cervicale. Regiunea vaginală este acoperită cu epiteliu pavimentos pluristratificat scuamos, similar cu epiteliului vaginal. Linia de demarcație dintre cele două tipuri de epiteliu, numită joncțiunea cervico-vaginală, este vizibilă cu ochiul liber și apare ca o zonă de 1-10 mm, de culoare roșie deschisă.

## Funcție
Secreția mucilaginoasă a glandelor cervicale formează un buton mucos care blochează canalul cervical și împiedică pătrunderea microorganismelor și spermatozoizilor în uter. În timpul ovulației, sub influența hormonilor butonul mucos devine permeabil, iar secreția alcalină a mucoasei favorizează ascensiunea spermatozoizilor din vagin în uter. Datorită flexibilității, canalului cervical poate să se lărgească până aproximativ 10 cm în diametru pentru a permite expusia fătului în timpul nașterii.

## Maladii
- Cancer
- Cervicite - infecții cauzate de protozoare, fungii, bacterii, viruși.
- Chisturi
- Condilomatoză
- Fibromiom
- Hemangiom
- Polip